# خواکین بوغوسیان
خواکین آنتونیو بوغوسیان لورنتسو (اسپانیایی: Joaquín Antonio Boghossián Lorenzo‎؛ زادهٔ ۱۹ ژوئن ۱۹۸۷) یک بازیکن فوتبال ارمنی‌تبار اهل اروگوئه است.

## باشگاهی
از باشگاه‌هایی که در آن بازی کرده‌است می‌توان به باشگاه فوتبال ردبول زالتسبورگ، نیولز اولد بویز، باشگاه فوتبال ناسیونال اروگوئه، باشگاه فوتبال سرکل بروژ، باشگاه ورزشی دفنسور، آرسنال ساراندی و باشگاه ورزشی دفنسور اشاره کرد.

## تیم ملی
وی همچنین در تیم ملی فوتبال زیر 20 سال اروگوئه بازی کرده‌است.